# Новицький Орест Маркович
Новицький Орест Маркович (25 січня (6 лютого) 1806, Пилипи, Волинська губернія — 4 червня (16 червня) 1884, Київ) — український філософ, перший професор філософії Київського університету. Автор підручників та фундаментального твору «Постепенное развитие древних философских учений в связи с развитием языческих верований». Представник київської школи філософського теїзму.

## Біографія
Орест Маркович народився 6 лютого 1806-го року в селі Пилипи на Волині (тепер село Пилипівка), Чуднівський район Житомирської обл.), в заможній багатодітній родині. Походив з волинського шляхетського роду, хоча його батько та дід були священиками. Початкову освіту та виховання отримав удома, його батько знав латину, шанував класичну літературу. Слідуючи родовій традиції Орест (як і його старші брати) отримав богословську освіту: з 1817 р. — Острозьке духовне училище та семінарія, з 1827 р. — Київська духовна академія. Закінчивши академію в 1831 році, працював її доцентом, а в 1834—1850 рр. — професором Київського університету (викладав філософію, психологію і логіку). Автор підручників з психології (1840) та логіки (1841, 1844). Декан першого відділення філософського факультету (1838—1839, 1840—1841, 1845, 1846—1850).
 З 1850 року, в зв'язку з обмеженнями викладання гуманітарних наук і, зокрема, забороною викладання філософії в Російській імперії, залишив посаду та викладацьку діяльність. До 1869-го року працював цензором Київського цензурного комітету. Працюючи на цій посаді, 27 червня 1863 року надіслав листа до міністра внутрішніх справ Петра Валуєва, у якому йшлося про рукопис притч Ісуса Христа в перекладі українською мовою авторства Пилипа Морачевського. Новицький висловився проти цього видання, стверджуючи, що читати євангельські тексти українською не варто, оскільки освіта в Росії «відбувається на загальноросійській мові і вживання в училищах малоросійської говірки ніде не допускається». Також вважав, що «навіть порушення питання про користь та можливість вживання цієї говірки в школах сприйняла більшість малоросіян з обуренням. Вони достатньо ґрунтовно доводять, що ніякої особливої малоруської мови не було, немає і бути не може, і що говірка їхня, вживана простолюдом, є та ж російська мова, лише зіпсована впливами на неї Польщі» та що для простого українського люду «загальноросійська мова» більш зрозуміла, аніж «малоросійська».
Активну наукову діяльність покинув у 1860-х рр.
Помер 16 червня 1884 року, похований на Замковій горі в Києві (некрополь Флорівського монастиря).

## Наукові погляди
Раннє дослідження «Про духоборів», створене за підтримки архімандрита Інокентія (Борисова) (викладача, ректора Київської духовної академії, майбутнього св. архієпископа Херсонського) для митрополита Євгенія (Болховитинова) і захищене як магістерська дисертація у 1831 році, було піонерським в своїй царині. Йому належить також першість у дослідженні індійської релігійно-філософської думки. У цих та в наступних роботах Орест Маркович показав себе уважним та неупередженим дослідником, якого цікавить і духовні, й матеріальні причини історичних явищ.
 Беззаперечним є рідство розмислів Новицького з ідеалістичною школою німецької філософії XIX ст. Саме на ґрунті вирішення основного питання філософії відбулась полеміка О. М. Новицького з М. Г. Чернишевським, наслідки якої визначили долю праць нашого співвітчизника в наступному столітті. Для Ореста Марковича неприйнятним було відкидання духовного досвіду та нівелювання людської істоти лиш до фізіологічних функцій, яке пропонували матеріалісти.

## Праці
- «О духоборцах» (1831)
- «О первоначальном переводе Святого Писания на славянский язык» (1837)
- «Об упреках, делаемых философии в теоретическом и практическом отношениях, их силе и важности» (1838)
- «О разуме как высшей познавательной способности» (1840)
- «Руководство к опытной психологии» (1840)
- «Очерк индийской философии» (1844)
- «Краткое руководство к логике с предварительным очерком психологии» (1844)
- «Постепенное развитие древних философских учений в связи с развитием языческих верований» (1860, не завершений)